# Everton Kempes dos Santos Gonçalves
Everton Kempes dos Santos Gonçalves, más conocido como Kempes (Carpina, Brasil, 3 de septiembre de 1982-La Unión, Colombia, 28 de noviembre de 2016) fue un futbolista brasileño. Su posición era de delantero y contaba con una extensa trayectoria en el fútbol de su país, desempeñándose en doce clubes de primera y segunda división, incluyendo uno japonés. Debutó en 2004 en el Paraná.
Le dieron su nombre en homenaje al jugador argentino Mario Kempes.

## Fallecimiento
El 28 de noviembre de 2016, Everton, el equipo técnico y sus compañeros de equipo del Chapecoense se dirigían desde Santa Cruz de la Sierra, Bolivia a Medellín, Colombia, para disputar la final de la Copa Sudamericana 2016, cuando de pronto la aeronave del vuelo 2933 de LaMia se estrelló en el municipio de La Unión en Colombia, a pocos minutos de su destino. Él y otros 70 pasajeros en el vuelo fallecieron.

## Palmarés

### Títulos internacionales
| Título            | Equipo      | Continente      | Año  |
| ----------------- | ----------- | --------------- | ---- |
| Copa Sudamericana | Chapecoense | América del Sur | 2016 |